# Giuseppe D'Urso (ingegnere)
Giuseppe D'Urso (Catania, 19 luglio 1935 – Catania, 16 giugno 1996) è stato un ingegnere italiano, docente di pianificazione urbanistica e territoriale all'Università di Catania, Presidente dell’Istituto Nazionale di Urbanistica per la Sicilia (INU), fondatore della storica Associazione “I Siciliani“ ed esponente del movimento antimafia, è ricordato per le sue prime denunce al CSM e alle massime cariche dello Stato contro la mafia, e quel sistema di potere che egli definì col termine «massomafia».

## Impegno civile
A partire dagli anni sessanta, D'Urso studiò gli investimenti di capitali in grandi operazioni immobiliari, soprattutto acquisti di terreni e costruzioni di opere pubbliche, e rivelò «le interconnessioni fra mafia, massoneria e sistema giudiziario, quale collante del controllo politico-economico-mafioso del territorio», redigendo documentati dossier sugli appalti pubblici pilotati, le irregolarità amministrative e gli abusi edilizi, fatti pervenire al CSM e all'allora Presidente della Repubblica Sandro Pertini.
D'Urso, affermava che «le mafie non sono solo una patologia tipica delle Regioni del Sud Italia, ma un vero e proprio 'braccio armato' di un regime di malaffare, un 'male endemico' diffuso e istituzionalizzato, protetto e organizzato su basi ben precise, espressione di una parte consistente della classe dirigente locale e nazionale», secondo le parole del sociologo milanese Pietro Palau Giovannetti, e la testimonianza di Claudio Fava.

## I Siciliani
Nell'autunno 1984, D'Urso fondò l'Associazione «I Siciliani» (in continuazione con il giornale di Giuseppe Fava che era stato assassinato), di cui fu presidente. L'Associazione si radicò rapidamente ed acquistò peso ed influenza in tutta Italia. Insieme al Coordinamento Antimafia di Palermo e al Centro Peppino Impastato, godette della collaborazione di studiosi e magistrati, come il prof. Franco Cazzola e il giudice Giambattista Scidà, ma anche di religiosi e persone comuni.
Nel 1990, D'Urso sostenne la nascita del movimento La Rete.